# Paul Carl Ernst Wilhelm Philipp von der Pahlen
Grof Paul Carl Ernst Wilhelm Philipp von der Pahlen (rusko Па́вел Петро́вич Па́лен), ruski general, * 1775, † 1834.
Bil je eden izmed pomembnejših generalov, ki so se borili med Napoleonovo invazijo na Rusijo; posledično je bil njegov portret dodan v Vojaško galerijo Zimskega dvorca.

## Življenje
Leta 1782 je vstopil v vojaško službo; leta 1790 je bil kot stotnik premeščen v Orenburški dragonski polk. Čez tri leta (1793) je bil premeščen kot višji major v Moskovski karabinjerski polk, s katerim se je udeležil bojev proti Poljakom leta 1794 ter perzijske kampanje leta 1796. 
12. novembra 1797 je bil premeščen k Leib kirasirjem v Gardni korpus. 28. julija naslednjega leta je bil povišan v polkovnika in 11. marca 1800 v generalmajorja. 14. septembra 1800 je bil imenovan za poveljnika Izjumskega huzarskega polka. 
Kot sin enega glavnih pučistov 11. marca 1801 je bil 28. julija 1803 odpuščen iz vojaške službe. 30. avgusta 1808 pa je bil imenovan za poveljnika Derptskega dragonskega polka, s katerim se je udeležil rusko-turške vojne leta 1806-12. Za zasluge med patriotsko vojno leta 1812 ter poznejšimi tujimi kampanji je bil 20. decembra 1815 je bil povišan v generalporočnika. Leta 1815 se je udeležil kampanje v Nemčiji in sicer kot poveljnik 2. konjeniško-lovske divizije. 26. februarja 1827 pa je bil imenovan za poveljnika 2. rezervnega začasnega konjeniškega korpusa. 
22. septembra 1820 je bil imenovan za poveljnika 2. pehotnega korpusa in 3. maja 1831 za poveljnika konjenice rezervne vojske. 25. junija 1828 je bil povišan v generala konjenice.